# Индијски лотос
Индијски лотос, такође познат као лотос, лотус, свети лотос или пасуљ Индије (Nelumbo nucifera) је једна од две врсте водених биљака у породици Nelumbonaceae. Гертнеров бинарни назив Nelumbo nucifera је тренутно важеће научно име ове врсте, која је у прошлости, између осталих, класификована под именима Nelumbium speciosum Willd. и Nymphaea nelumbo L. (први назив има статус нерешеног таксона, а други је синоним и треба их избегавати). Ово је водена, вишегодишња биљка. Под повољним околностима њено семе може задржати клијавост дуги низ година. Забележено је клијање семена лотоса старог 1.300 година, које је откривено на североистоку Кине на дну исушеног језера.
Пореклом је из тропске Азије и аустралијске државе Квинсленд, обично се узгаја у воденим вртовима. То је уједно и национални цвет Индије и Вијетнама.

## Класификација
Док према свим модерним систематикама биљака ова врста припада роду лотос (лат. Nelumbo), постоје разлике по питању породице којој род лотос (лат. Nelumbo) припада.
Лотус се често меша са локвањима (познатим и као водени љиљани) (лат. Nymphaea), нарочито са врстом локвања (египатски) плави лотус (лат. Nymphaea caerulea). У ствари, у неколико старијих систематика биљака, као што је систематика биљака Бентама и Хукера (која је у широкој употреби на Индијском потконтиненту) научно име индијског лотоса је Nymphaea nelumbo или Nymphaea stellata. Ово је, међутим, еволутивно нетачно, како локвањ (Nymphaea) и лотос (Nelumbo) нису у било каквој вези. Далеко од тога да су у истој породици, родови Nymphaea и Nelumbo су чланови различитих редова (Nymphaeales и Proteales респективно). Ова конфузија се уопште не зауставља са овим, у неким систематикама биљака научно име Nymphaea stellata је коришћено за још једну врсту локвања познату под именом плави лотус или nil mānel на синхалеском (лат. Nymphaea nouchali), која је национални цвет Шри Ланке, као и Бангладеша.

## Ботаника
Корен лотоса је заривен дубоко у муљу на дну баре или речном дну, док листови плутају на површини воде или су далеко изнад ње. Цветови се обично налазе на дебелим стабљикама, неколико центиметара изнад лишћа. Биљка обично расте до висине од око 150 cm и ширине до 3 метра, али према неким непровереним подацима висина може достићи и преко 5 m. Листови могу бити велики до 60 cm у пречнику, док раскошни цветови могу бити до 20 cm у пречнику.
Истраживачи наводе да лотус има изузетну способност да регулише температуру својих цветова у уском опсегу као и људи и друге топлокрвне животиње. Др Роџер С. Сејмур и др Пол Шулце-Мотел психолози са Универзитета Аделејд у Аустралији, утврдили су да су цветови лотоса који цветају у Ботаничкој башти Аделејда одржавали температуру од 30—35 °C (86—95 °F), чак и када је температура ваздуха пала до 10 °C (50 °F). Они сумњају да цвеће ово ради да би привукло хладнокрвне инсекте опрашиваче. Студија, објављена у часопису Природа (енгл. Nature), је најновије откриће у области терморегулације, производње топлоте биљака. Две друге врсте за које је познато да су у стању да регулишу своју температуру су Symplocarpus foetidus и Philodendron selloum
Године 1994, семе светог Лотуса, старо отприлике 1.300 година ± 270 година, успешно је проклијало.
Као што је раније поменуто, традиционални свети Лотус (Nelumbo nucifera) је само у далеком сродству са (египатским) плавим лотусом (Nymphaea caerulea), али има сличан хемијски састав. И Nymphaea caerulea и Nelumbo nucifera садрже алкалоиде, нуциферине и апорфин.
Геном светог Лотоса је секвенциониран у мају 2013. године.

## Употреба
Карактеристична сува чахура, која подсећа на млазницу канте за заливање, је у широкој продаји широм света за декоративне сврхе и икебане.
Цветови, семе, млади листови и „корени” (ризом) су сви јестиви. У Азији, латице се понекад користе као украси, док се велико лишће користи као омотач за храну, који често није јестив (на пример, као омотач за зонгзи). Yeonkkotcha (연꽃 차) се прави са сувим латицама белог лотуса, а yeonipcha (연잎 차) са листовима. Млади лотусови изданци се користе као састојак салате у вијетнамској кухињи. Ризом (назван ǒu (藕) у кинеском језику, нгау у кантонском, тамбоу у манипуријанском, камал какри у хиндуистичком, ренкон (レ ン コ ン, 蓮 根) на јапанском, и yeongeun (연근) у корејском) се користи као поврће у супама, јелима прженим у фритези, јелима прженим уз мешање, у динстаним јелима, а корени се користе у традиционалној азијској биљној медицини. Латице, лишће и ризоми се сви могу јести сирови, али постоји ризик од преноса паразита, стога се препоручује да се кува пре јела.
Лотусове жилице корена се киселе са пиринчаним сирћетом, шећером, чилијем и / или белим луком. Кисели лотусов коренчић има хрскаву текстуру и слаткасто-пикантни укус. У азијској кухињи, једе се са салатом, рачићима, сусамовим уљем и / или лишћем коријандера. Лотусов корен је богат дијететским влакнима, витамином C, калијумом, тиамином, рибофлавином, витамином Б6, фосфором, бакром и манганом, док има веома мали проценат засићене масти.
Прашник може да се суши и од њега направи мирисан биљни чај под називом liánhuā cha (蓮花 茶) на кинеском, или се (нарочито у Вијетнаму) користи за давање мириса листовима чаја. Овај вијетнамски лотусов чај се зове trà sen, chè sen или chè ướp sen. Јела од лотусовог семена или ораха (звани liánzĭ, 蓮子; или xiān liánzĭ, 鲜莲子, на кинеском) су веома разноврсна, лотусово семе се може јести сирово, сушено или као кокице, phool makhana. Лотусови ораси се такође могу јести кувани, кувају се док не омекшају и претворе се у пасту, могу се кувати са сувим лонганом (воћка) и шећером да би се направила tong sui (слатка супа). У комбинацији са шећером, паста од лотусовог семена је један од најчешћих састојака који се користе у прављењу пецива, као што су кекс у облику месеца и daifuku, а користи се и у прављењу пудинга од пиринчаног брашна.
У Јужној Индији, лотосов струк се сече, маринира са сољу да се осуши, сушене кришке се прже и користе се као прилог. У Керали (на малајаламском "താമര") и Тамил Надуу, овај крајњи производ се зове „Thamara Vathal”. У Шри Ланки, ситно исечен ризом лотоса, куван са кокосовим млеком и зачињен, популаран је као кари познат као Nelum Ala (නෙලම අල). У Вијетнаму, клице лотосових семена које су горког укуса, користе се при прављењу јела tisane (trà tim sen).
Јединствена тканина од лотосових биљних влакана се производи само на обалама Језера Инле у Мјанмару (Бурми) и користи се за шивење одела за Буду, под називом kya thingahn (лотос огртач).
- Кувано, нарезано лотусово корење се користи у разним азијским кухињама
- Лотусов ризом
- Сува чахура индијског лотуса (лат. Nelumbo nucifera) се обично користи у цветним аранжманима

## Културни значај
Индијски лотус (лат. Nelumbo nucifera) је врста лотоса света хиндусима и будистима.
Хиндуси га поштују са божанставима Вишну и Лакшми, који се често у иконографији приказују на ружичастом лотусу. У представљању Вишне као Падманабха (Лотусов пупак), Лотус се рађа из пупка са Брахманом на њему. Богиња Сарасвати је приказана на белом лотусу.
Вишну који се употребљава као пример божанске лепоте, често се описује као „лотусооки”. Отварање латица цвета се везује за ширење душе. Раст чисте лепоте из блата из ког потиче носи блаже духовно обећање. У хиндуистичкој иконографији друга божанства, као што су Ганга и Ганеша се често приказују са цветовима лотоса као својим седиштима.
Лотус је често помињан у пуранској и ведској литератури, на пример:
„Неко ко врши своје дужности без везивања, предајући плодове врховном божанству, није под утицајем грешних дела, као што је лотус нетакнут водом.”— Бхагавад-гита 5.10:
У кинеској култури конфучијански научник Zhou Dunyi је написао:
„Волим лотос, јер иако расте из блата остаје неукаљан”.
Већина божанстава азијских религија су приказана како седе на лотусу. У будистичком симболизму, лотос представља чистоту тела, говора и ума, као да лебди изнад мутне воде везаности и жеља. Према легенди, Гаутама Буда је рођен са способношћу да хода, а цвеће лотуса је ницало свуда где је он газио. У хришћанству Крст светог Томе има лотус испод крста.
У класичној писаној и усменој књижевности многих азијских култура, лотус који је присутан у пренесеном облику, представља елеганцију, лепоту, савршенство, чистоту и благодат, често се користи у поемама и песмама као алегорија за идеалне женске атрибуте. У Санскриту реч лотус (падма पदम) има многе синониме. Пошто лотус расте у води, ја (које означава рођење) додаје се синонимима воде, на тај начин се изводе неки нови синоними за лотус, као ambuja (ambu = вода + ја = рођен у), neeraj (neera = вода + ја = рођен од), pankaj, pankaja, kamal, kamala, kunala, aravind, arvind, nalin,nalini и saroja и имена изведена од речи лотус (падма), као што су padmavati (поседовање лотоса) или padmini (пуно лотоса). Ова имена и изведене верзије често се користе као имена за девојке, а у мањој мери за дечаке, у Индији, Непалу и Шри Ланки, као и у многим другим земљама под утицајем индијске културе, као што су Тајланд, Камбоџа, Индонезија и Лаос.
Међународна заједница Bahá'í је усвојила ову симболику при изради дизајна Лотусовог храма у Њу Делхију у Индији.

## Хемијски састав
Флавоноид миквелијанин (Кверцетин 3-О-глукуронид), као и алкалоиди (+) - 1 (R) -коклаурин и (-) - 1 (S) -норкоклаурин, се могу наћи у листовима индијског лотоса (N. nucifera). Биљка такође садржи нуциферин и апорфин.